# Ананко Сергій Васильович
Сергій Васильович Ананко (* 23 липня 1984, Наумівка, Чернігівська область) — міський голова міста Сміла (з 2020).

## Біографія
Народився 23 липня 1984 року в селі Наумівка Корюківського району Чернігівської області.
У 2007 році закінчив Національний університет харчових технологій.
У 2004—2005 роках працює менеджером зі збуту на Смілянському машинобудівному заводі.
У 2005—2006 роках працює на посаді інспектора юридичного відділу Смілянського комунального підприємства «Варм».
У 2008—2009 роках обіймає посаду начальника зміни на фабриці з виробництва морозива.
У 2009—2010 роках працював головним інспектором житлово-комунальної інспекції України у Черкаській області.
З 2011 по 2012 роки обіймав посаду заступника начальника управління житлово-комунального господарства виконавчого комітету Смілянської міської ради.
Протягом 2012—2014 років працював головним інженером Смілянського комунального підприємства "Комунальник", а вже у 2014 році очолив його.
З 3 листопада 2020 року призначений на посаду міського голови міста Сміла.

## Нагороди
- Орден «За заслуги» III ступеня (6 грудня 2024) — за вагомий особистий внесок у державне будівництво, розвиток місцевого самоврядування, самовіддане виконання службового обов'язку в умовах воєнного стану, вірність Українському народові[2].